# 뵌교

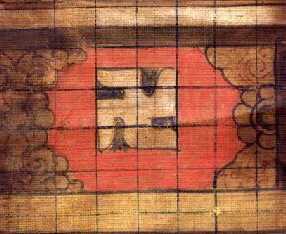
뵌교의 신성한 상징 인 왼쪽을 향한 만자이다.

뵌교(티베트어: བོན།)는 티베트의 샤머니즘이다. 만물에 깃든 영혼을 믿고, 주술을 외우며, 짐승을 죽여 그 피로 제사를 지낸다. 흑마술도 썼으며, 심지어 의식을 거행하면서 칼로 사람을 죽이기도 했다. 현재까지도 여러 뵌뽀 무당들이 남아 많은 굿을 한다. 창시자는 센랍미우체이다.

## 같이 보기
- 텡그리 신앙
- 삼예 사원
- 수험도